# Charminus atomarius
Espèce
Synonymes
- Cispius atomarius Lawrence, 1942
- Cispius quadrimaculatus Roewer, 1955

Charminus atomarius est une espèce d'araignées aranéomorphes de la famille des Pisauridae.

## Distribution
Cette espèce se rencontre en Afrique australe, en Afrique centrale et en Afrique de l'Est.

## Description
Le mâle mesure 8 mm et la femelle 10 mm.

## Publication originale
- Lawrence, 1942 : A contribution to the araneid fauna of Natal and Zululand. Annals of the Natal Museum, vol. 10, p. 141-190.